# Nasir al-Din Ahmad Shah I
Nasir al-Din Ahmad Shah I var sultan av Gujarat mellan 1411 och 1442. Han tillhörde dynastin Muzaffarid. År 1412 grundade han rikets huvudstad Ahmedabad.